# Manuel Uribe y Troncoso
Manuel José Francisco de Paula Uribe y Troncoso (Toluca, 17 de junio de 1867-Nueva York, Estados Unidos, 21 de enero de 1959) fue un médico oftalmólogo, investigador y académico mexicano.

## Estudios y docencia
Fue hijo de Romualdo Uribe y de María Guadalupe Troncoso. Realizó sus estudios en la Escuela Santiago Enríquez y en el Instituto Científico y Literario de la ciudad de Toluca. Se trasladó a la Ciudad de México, en donde ingresó a la Escuela Nacional de Medicina de México y obtuvo el título de médico cirujano el 15 de abril de 1890.
Impartió cátedra de Oftalmología Clínica en la Escuela de Medicina de la Universidad Nacional de México hasta 1916. A partir de ese año, radicó en los Estados Unidos, impartiendo clases en la New York Graduate Medical School and Hospital y siendo profesor titular desde 1926. Impartió clases en la Universidad de Columbia.

## Actividad profesional
Fue médico y director de la Beneficencia Española de México, colaboró para el Hospital de Jesús y para el Consultorio Central de la Beneficencia Pública. Fue jefe del Servicio de Higiene Escolar e inspector general médico de las escuelas del Distrito Federal.

## Académico
Fue fundador de la Sociedad Mexicana de Oftalmología, y miembro de la Academia de Medicina de México. En Estados Unidos, fue miembro de la Academia de Medicina de Nueva York, de la Sociedad Oftalmológica de Francia, del Instituto Oftalmológico de la Universidad de Columbia, de la Sociedad Oftalmológica de Bélgica y miembro honorario de la Sociedad de Oftalmología Hispano-Americana de Madrid.
En 1942, recibió el premio de investigación de la American Medical Association de Estados Unidos en reconocimiento a sus investigaciones oftalmológicas. En 1943, la Secretaría de Salubridad y Asistencia de México le entregó un reconocimiento por sus servicios científicos. El 15 de mayo de 1943 fue nombrado miembro fundador de El Colegio Nacional.
Murió en la ciudad de Nueva York, el 21 de enero de 1959.

## Publicaciones
En 1898, junto con Daniel Vélez fundó los Anales de Oftalmología publicando más de 30 artículos hasta 1914. En Nueva York escribió para el American Journal of Ophthalmology. De sus artículos destacan los dedicados al ángulo iridocorneal, los cuales aún son base para el estudio. Entre sus publicaciones se encuentran:
- La determinación de la refracción por los métodos objetivos y subjetivos en 1899.
- The Ophthalmoscope en 1907.
- Gonioscopy: its methods and results, especially in glaucoma en 1933.
- Microanatomy of the eye with the slitlamp microscope: comparative anatomy of the angle of the anterior chamber in living and sectioned eyes of mammalia en 1936.
- A Treatise on Gonioscopy en 1947.
- Internal Diseases of the Eye and Atlas of Ophthalmoscopy en 1950.
- Enfermedades internas de los ojos, y atlas de oftalmoscopia en 1952.